# Franz Berghammer
Franz Berghammer (ur. 20 listopada 1913, zm. 1 lipca 1944 w Bobrujsku) – austriacki piłkarz ręczny, medalista olimpijski.
Uczestnik letnich igrzysk olimpijskich. Na igrzyskach w Berlinie (1936) zagrał w dwóch spotkaniach. Były to dwa wygrane pojedynki przeciwko reprezentacjom Rumunii (18-3) i Węgier (11-7). Przeciwko Rumunom Berghammer strzelił cztery bramki, natomiast w starciu z Węgrami raz pokonał bramkarza rywali. Ostatecznie reprezentacja Austrii zdobyła srebrny medal, przegrywając z ekipą gospodarzy. 
Berghmammer zginął na froncie podczas II wojny światowej. Nastąpiło to tuż po zdobyciu Bobrujska przez Armię Czerwoną.